# Patience Sackey
Patience Sackey (* 22. April 1975) ist eine ehemalige ghanaische Fußballspielerin.

## Karriere
Sackey kam während ihrer Vereinskarriere für die Post Ladies (1999–2003) zum Einsatz.
Die 173 cm große Abwehrspielerin nahm mit der ghanaischen Nationalmannschaft („Black Queens“) an den Weltmeisterschaften 1999 und 2003 teil und bestritt dabei sechs Partien. Außerdem stand sie bei den Afrikameisterschaften 2000 im Kader der Black Queens. 2004 wird Sackey zum letzten Mal als Nationalspielerin bezeichnet.